# Ingo Rademacher
Ingo Rademacher (ur. 22 kwietnia 1971 w Iserlohn-Iserlohn) – niemiecko–australijski aktor i model. Odtwórca roli Jaspera „Jaxa” Jacksa w operze mydlanej ABC Szpital miejski (General Hospital, 1996–2013, 2016–2017 i 2019–2021).

## Życiorys

### Wczesne lata
Urodził się w Iserlohn-Iserlohn w Zachodnich Niemczech jako młodszy z dwójki dzieci Arndta i Roswithy Rademacher. Dorastał ze starszą siostrą Anne (ur. 1969). Mając osiem lat został mistrzem narciarstwa Zachodnich Niemiec. W wieku dziesięciu do czternastu lat był także zawodowym jeźdźcem konnym w skokach i w ujeżdżeniu oraz kolarstwie Cross Country.
W 1981, kiedy miał dziesięć lat, jego rodzina przeniosła się do Australii i zamieszkała w stanie Queensland, na 400–hektarowej farmie. Po ukończeniu szkoły średniej w Bega, gdzie grał w rugby, uczęszczał na University of Queensland. Przeprowadził się do Sydney i rozpoczął pracę jako model. Grał profesjonalnie w siatkówkę plażową i brał udział w zawodach Ironman Triatlon.

### Kariera
Jego pierwszą rolą telewizyjną była postać 18-letniego surfera Seana Haydena w australijskiej operze mydlanej Rajska plaża (Paradise Beach, 1993–1994).
W 1994 przeniósł się do Los Angeles. Mógł dostać rolę w operze mydlanej Modelki (Models Inc.), jednak nie miał karty stałego pobytu w USA. W 1999 stracił rolę fotografa Olivera Browne’a w sitcomie Warner Bros./NBC A teraz Susan (Suddenly Susan) z Brooke Shields, którą ostatecznie zagrał Rob Estes. W grudniu 1998 i lutym 2000 trafił na okładkę magazynu „Playgirl”.
Kiedy producentka opery mydlanej ABC Szpital miejski (General Hospital), Wendy Riche, zobaczyła jego (nieudaną) taśmę z przesłuchania do opery mydlanej City, natychmiast obsadziła go w roli Jaspera „Jaxa” Jacksa, uprzejmego i doświadczonego potentata. Postać tę grał od stycznia 1996 do 28 sierpnia 2000, od sierpnia 2001 do sierpnia 2011, od grudnia 2011 do kwietnia 2013, od sierpnia 2016 do kwietnia 2017 i od września 2019 do grudnia 2020. 8 listopada 2021 poinformowano, że Rademacher po 25 latach musiał opuścić plan zdjęciowy produkcji Szpital miejski po odmowie wykonania szczepionki przeciwko COVID-19.
W 2013 wziął udział w szesnastym sezonie programu Dancing with the Stars z Kym Johnson.
We wrześniu 2017 zastąpił Winsora Harmona w roli Thorne’a Forrestera w operze mydlanej CBS Moda na sukces (The Bold and the Beautiful). Tę rolę grał od listopada 2017 do lutego 2019.

## Życie prywatne
3 października 2009 zawarł związek małżeński z Ehiku, z którą ma dwóch synów – Peanuta Kai (ur. 11 lipca 2008) i Pohaku Zen (ur. 13 maja 2012) oraz córkę (ur. 2021).

## Filmografia

### Seriale TV
- 1993–94: Rajska plaża (Paradise Beach) jako Sean Hayden
- 1995: Echo Point
- 1996: Słodkie zmartwienia (Clueless) jako Kip Killmore
- 1996–2013: Szpital miejski (General Hospital) jako Jasper „Jax” Jacks
- 1997: Sekrety Weroniki (Veronica’s Closet) jako Reg
- 2000–2001: Wybrańcy fortuny (Titans) jako David O’Connor
- 2004: Jim wie lepiej (According to Jim) jako Ted
- 2011: Hawaii Five-0 jako Malcolm Schafer
- 2016–2017: Szpital miejski (General Hospital) jako Jasper „Jax” Jacks
- 2016–2017: Hawaii Five-0 jako Robert Coughlin
- 2017–2018: Odpowiednik (Counterpart) jako Friedrich
- 2017–2019: Moda na sukces (The Bold and the Beautiful) jako Thorne Forrester
- 2019–2021: Szpital miejski (General Hospital) jako Jasper „Jax” Jacks

### Filmy fabularne
- 2012: Alex Cross jako oficer Sacks
- 2017: Królewskie święta (A Royal Christmas Ball, TV) jako Król Karol z Baltamii